# Mrs Lowry & Son
Mrs Lowry & Son ist eine Filmbiografie von Adrian Noble über den britischen Maler Lawrence Stephen Lowry, die am 30. Juni 2019 beim Edinburgh International Film Festival ihre Premiere feierte. Sie untersucht die Beziehung zwischen Lowry, gespielt von Timothy Spall, und seiner Mutter Elizabeth, gespielt von Vanessa Redgrave, mit der er bis zu ihrem Tod zusammenlebte.

## Handlung
Der junge Lawrence Stephen Lowry ist noch nicht als Künstler etabliert, als er sich durch die Straßen von Salford bewegt. Abends nimmt er Kunstunterricht und malt bis in die frühen Morgenstunden. Seine Mutter Elizabeth versucht, ihren Sohn von seinen künstlerischen Ambitionen abzubringen, und lässt ihn bei jeder Gelegenheit wissen, wie enttäuscht sie von ihm ist.

## Biografisches

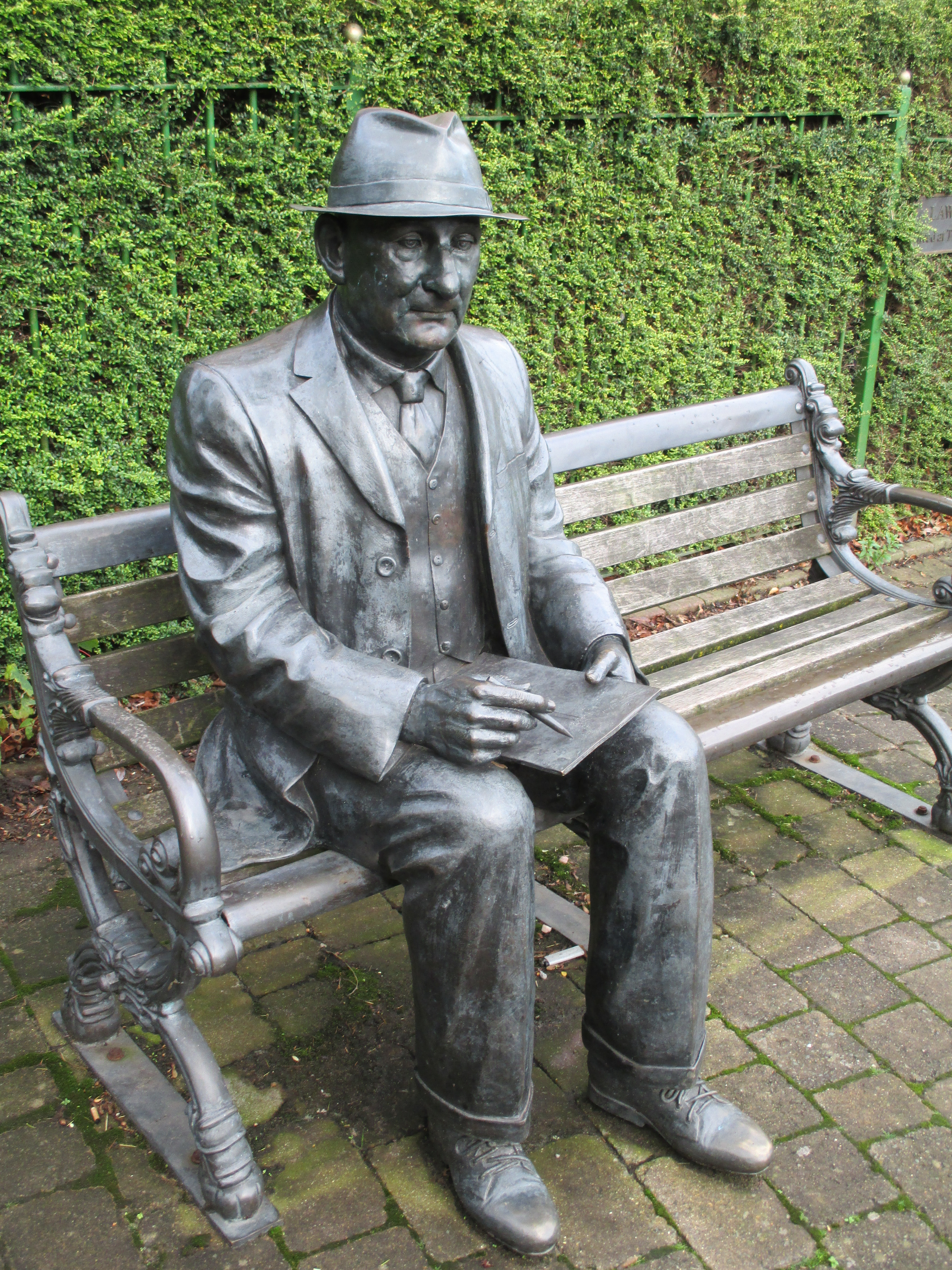
Eine Erinnerung an L. S. Lowry in seinem Sterbeort Mottram

Der Film begleitet den britischen Maler Lawrence Stephen Lowry in den Anfängen seiner Karriere, als er sich danach sehnt, dass seine Arbeit in London geschätzt wird, und zeigt gleichzeitig, welchen Einfluss die obsessive Beziehung zwischen ihm und seiner Mutter auf den großen Künstler hatte. Lowry ist für seine Gemälde berühmt, die Szenen aus dem Leben in den industriellen Gegenden Nordenglands am Anfang des 20. Jahrhunderts darstellen, malte aber auch mysteriöse, menschenleere Landschaften und Porträts. Im Laufe seines langen Lebens schuf er über 1000 Gemälde und 800 Zeichnungen. Der Großteil seiner Bilder stellt die Stadt Salford dar, in der der Künstler über 30 Jahre lang gelebt und gearbeitet hat. Das Lowry Centre in Salford, eine eigens errichtete Kunstgalerie, beherbergt daher die größte Sammlung seiner Bilder. Die Tate Gallery in London besitzt 23 seiner Werke.

## Produktion
Die Dreharbeiten fanden zwischen Januar und März 2018 in London und in Manchester statt, wo Lowry 1887 im Stadtteil Old Trafford geboren wurde.
Die Filmmusik komponierte Craig Armstrong. Der Soundtrack, der insgesamt 28 Musikstücke umfasst, wurde am 27. August 2019 von Decca Gold als Download veröffentlicht.
Am 30. Juni 2019 erfolgte eine erste Vorstellung beim Edinburgh International Film Festival, wo er als Abschlussfilm gezeigt wurde.

## Auszeichnungen
Edinburgh International Film Festival 2019
- Nominierung als Bester britischer Spielfilm für den Michael Powell Award